# Museum Wilnsdorf

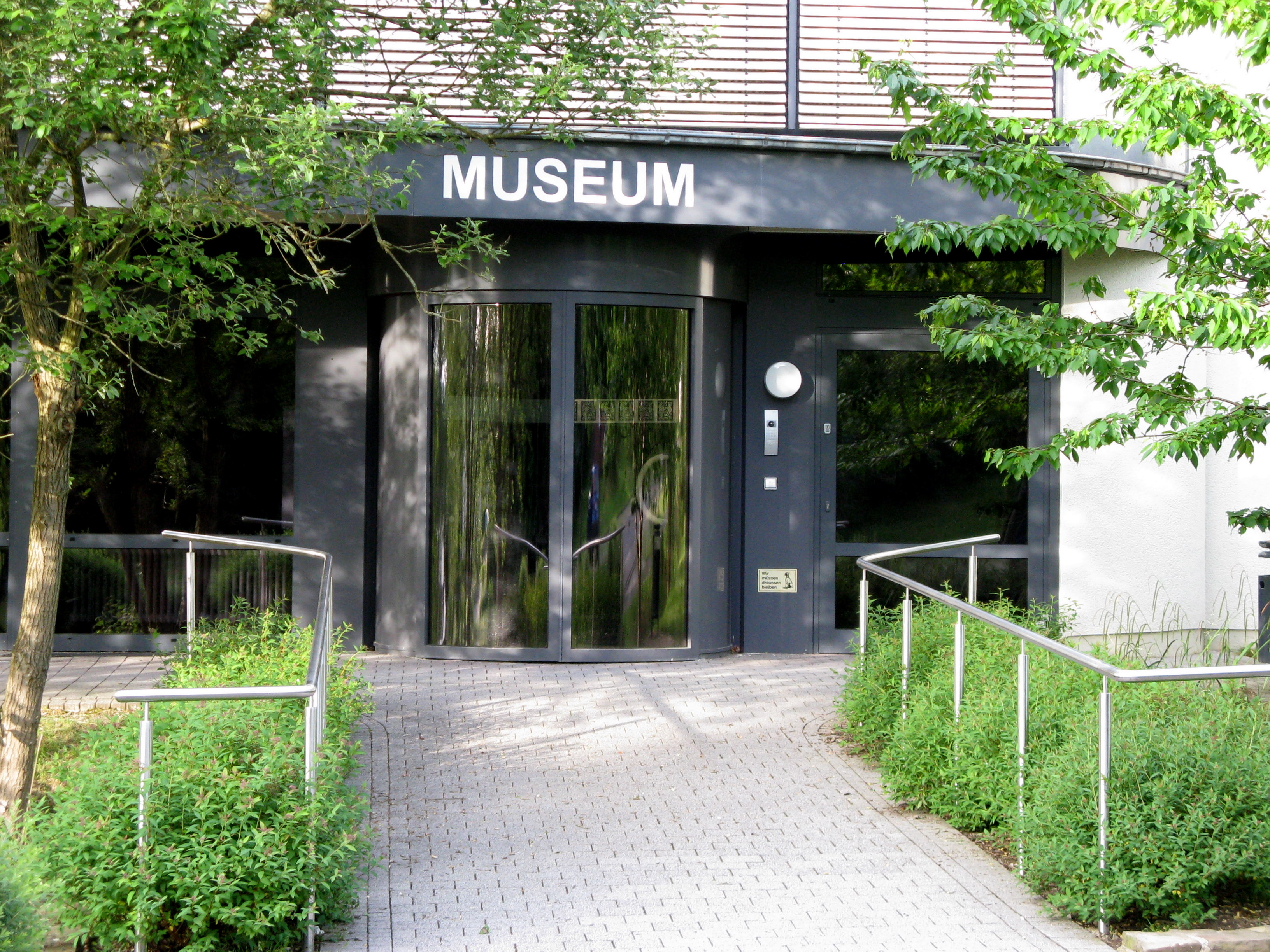
Eingang zum Museum

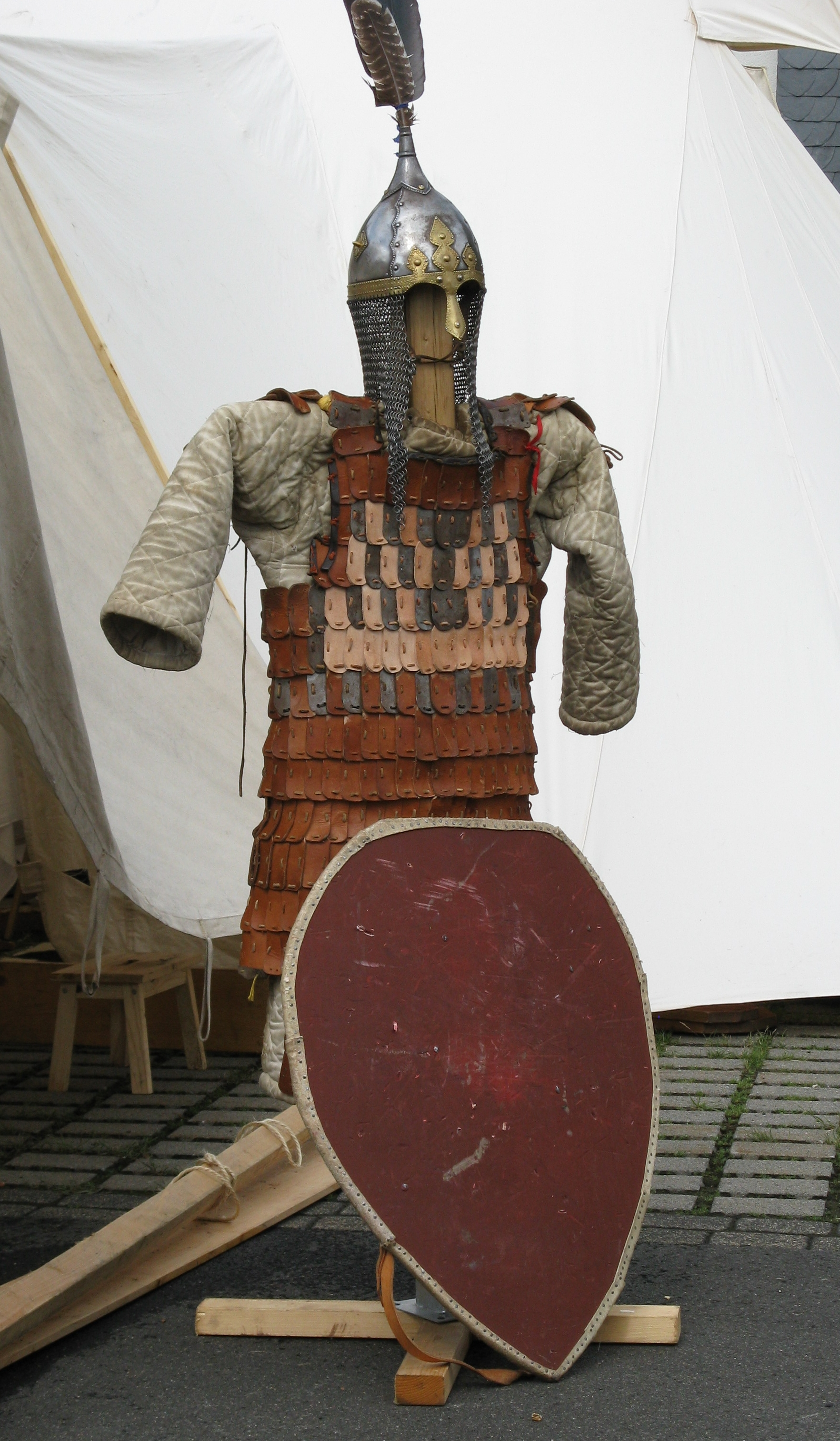
Handgefertigte Wikingerrüstung – Museumsfest 2008

Das Museum Wilnsdorf besteht aus dem „Volkskundlichen Museum“ sowie der „Kulturgeschichtlichen Begegnungsstätte“.

## Geschichte
Im Jahr 1989 beschloss der Rat der Gemeinde Wilnsdorf die Errichtung einer kulturgeschichtlichen Begegnungsstätte. In einem ersten Schritt entstand in der neu gegründeten Begegnungsstätte das Volkskundliche Museum, das 1993 eröffnet wurde.
Mit der Übernahme der „Sammlung Dr. Albrecht“ mit rund 7.000 Repliken von Objekten aus etwa 100 Museen aus der ganzen Welt, wurde sie zur Ausgangsbasis für einen „kulturgeschichtlichen Lehrpfad“ mit repräsentativen Querschnitten verschiedener Kulturen und Zeitalter. Dieser wurde 2003 als „Reise durch die Zeit“ verwirklicht.

## Museum
Das Volkskundliche Museum stellt auf zwei Etagen Leben und Arbeit im südlichen Siegerland zu Beginn des 20. Jahrhunderts dar. Eine separate Ausstellung befasst sich mit dem Siegerländer Bergbau. Thema des Naturkundlichen Kabinettes sind die Insekten und Pflanzen des Siegerlandes.
Die Kulturgeschichtliche Begegnungsstätte befasst sich mit der Erdgeschichte von der Steinzeiten über die antiken Hochkulturen bis ins Mittelalter und in die Neuzeit.
Im Museum werden wechselnde Sonderausstellungen gezeigt.